# Laphystia brookmani
Laphystia brookmani là một loài ruồi trong họ Asilidae. Laphystia brookmani được Wilcox miêu tả năm 1960. Loài này phân bố ở vùng Tân Bắc giới.